# Colonia Pedro María Anaya
Colonia Pedro María Anaya är en ort i Mexiko.   Den ligger i kommunen Celaya och delstaten Guanajuato, i den centrala delen av landet, 220 km nordväst om huvudstaden Mexico City. Colonia Pedro María Anaya ligger 1 750 meter över havet och antalet invånare är 1 543.
Terrängen runt Colonia Pedro María Anaya är platt åt nordost, men åt sydväst är den kuperad. Terrängen runt Colonia Pedro María Anaya sluttar norrut. Runt Colonia Pedro María Anaya är det tätbefolkat, med 613 invånare per kvadratkilometer. Närmaste större samhälle är Celaya, 6,5 km öster om Colonia Pedro María Anaya. Omgivningarna runt Colonia Pedro María Anaya är en mosaik av jordbruksmark och naturlig växtlighet.